# Leśnik (województwo wielkopolskie)
Leśnik – wieś w Polsce położona w województwie wielkopolskim, w powiecie złotowskim, w gminie Krajenka.
W latach 1975–1998 miejscowość należała administracyjnie do województwa pilskiego.